# Масароза
Масароза (итал. Massarosa) је насеље у Италији у округу Лука, региону Тоскана.
Према процени из 2011. у насељу је живело 10881 становника. Насеље се налази на надморској висини од 13 м.

## Становништво
Према резултатима пописа становништва 2011. у општини је живело 22.330 становника.
| 1936.  | 1951.  | 1961.  | 1971.  | 1981.  | 1991.  | 2001.  | 2011.  |
| ------ | ------ | ------ | ------ | ------ | ------ | ------ | ------ |
| 13.233 | 14.501 | 15.291 | 17.071 | 17.788 | 18.897 | 20.548 | 22.330 |

## Партнерски градови
- Teià, Gmina Łużna